# Celtic Woman: Ancient Land
Ancient Land (en español Antigua Tierra) es el décimo segundo álbum de estudio de la agrupación musical femenina irlandesa Celtic Woman, estrenado digitalmente el 28 de septiembre de 2018 y publicado en CD el 26 de octubre siguiente por Manhattan Records y distribuido por Universal Music.

## Antecedentes
Este es el primer álbum que contará con la participación de la nueva integrante del conjunto Megan Walsh, anunciada oficialmente el 16 de agosto de 2018 a través de las redes oficiales de la agrupación, quien reemplazará a la vocalista Susan McFadden temporalmente por encontrarse a la espera del nacimiento de su primer hijo con el músico Anthony Byrne.

## Megan, la nueva integrante
Megan Ruby Walsh es la integrante más joven de la agrupación, contando apenas con 21 años (2018). Es del Condado de Meath, Irlanda. Estudió en la Real Academia de la Música en Londres. Además de ser una soprano de formación clásica, se desenvuelve adecuadamente en otros géneros.
Walsh es una artista experimentada en la música, pisando diversos escenarios desde temprana edad. En 2014, contando solo con 17 años ganó el certamen "The Soloist" junto a la Cross Border Orchestra of Ireland. Este premio la llevó inicialmente a los Estados Unidos donde se presentó en el Carnegie Hall en New York.

## Anuncio
El anuncio sobre la grabación de este nuevo álbum se dio a conocer el 20 de julio de 2018 a través de sus redes sociales, en donde publicaron una foto de una consola de mezclas con una pantalla mostrando el texto "CELTIC WOMAN NEW ALBUM 2018", imagen acompañada con la frase "Picture says it all......" (La imagen lo dice todo...).
El título del nuevo trabajo de estudio fue revelado el 31 de agosto siguiente, cuando compartieron una foto de las cuatro integrantes, Éabha,Máiréad, Tara y Megan a las afueras de los estudios Real World y dieron a conocer el título de la nueva producción.

## Edición Deluxe Digital
A mediados de agosto de 2019 Celtic Woman anunció una edición extendida de Ancient Land disponible solo digitalmente en las plataformas de streaming y descarga de música. Esta edición contiene 27 temas: 16 de la edición digital estándar, 2 de la edición en CD, 5 del concierto en DVD/Blu-ray y 4 de la gira.

## Formato
Ancient Land ha sido lanzado en seis formatos diferentes:
- Streaming/Descarga: 16 canciones (Edición Estándar)
- Streaming/Descarga: 27 canciones (Edición Deluxe Digital)
- CD: 18 canciones
- DVD: Concierto con 23 canciones
- Blu-ray: Concierto con 23 canciones
- CD+DVD: 18 canciones/Concierto con 23 canciones

## Lista de temas

### Edición Digital Estándar
| Ancient Land (Edición Digital Estándar) |                                      |                                    |          |  |
| N.º                                     | Título                               | Intérprete(s)                      | Duración |  |
| 1.                                      | «Ancient Land»                       | Carlin / McMahon / Walsh / McNeill | 2:43     |  |
| 2.                                      | «Homeland»                           | Carlin / McMahon / Walsh / McNeill | 4:19     |  |
| 3.                                      | «Moorlough Shore»                    | Éabha McMahon                      | 4:05     |  |
| 4.                                      | «Follow Me»                          | Carlin / McMahon / Walsh / McNeill | 3:38     |  |
| 5.                                      | «County Down»                        | Máiréad Carlin                     | 3:43     |  |
| 6.                                      | «Love & Honour»                      | Tara McNeill                       | 4:04     |  |
| 7.                                      | «Mná na hÉireann (Women of Ireland)» | Carlin / McMahon / Walsh / McNeill | 4:00     |  |
| 8.                                      | «Sive»                               | Carlin / McMahon / Walsh / McNeill | 3:10     |  |
| 9.                                      | «Shenandoah»                         | Megan Walsh                        | 4:07     |  |
| 10.                                     | «Long Journey Home»                  | Carlin / McMahon / Walsh / McNeill | 3:13     |  |
| 11.                                     | «Tara's Tunes»                       | Tara McNeill                       | 4:15     |  |
| 12.                                     | «Ae Fond Kiss»                       | Máiréad Carlin                     | 3:59     |  |
| 13.                                     | «Faith's Song»                       | Megan Walsh                        | 4:03     |  |
| 14.                                     | «Garden of Eden»                     | Éabha McMahon                      | 3:23     |  |
| 15.                                     | «Be Still»                           | Carlin / McMahon / Walsh / McNeill | 1:35     |  |
| 16.                                     | «Going Home»                         | Carlin / McMahon / Walsh / McNeill | 4:02     |  |
| 58:26                                   |                                      |                                    |          |  |

### Edición en CD
| Ancient Land (Edición Estándar en CD) |                       |                                    |          |  |
| N.º                                   | Título                | Intérprete(s)                      | Duración |  |
| 17.                                   | «The Enchanted Way»   | Tara McNeill                       | 2:51     |  |
| 18.                                   | «Ballroom of Romance» | Carlin / McMahon / Walsh / McNeill | 3:16     |  |
| 64:25                                 |                       |                                    |          |  |

### Edición Deluxe Digital
| Ancient Land (Edición Deluxe Digital) |                     |                                    |          |  |
| N.º                                   | Título              | Intérprete(s)                      | Duración |  |
| 19.                                   | «Newgrange»         | Máiread Carlin                     | 3:45     |  |
| 20.                                   | «Orinoco Flow»      | Carlin / McMahon / Walsh / McNeill | 3:52     |  |
| 21.                                   | «Fields of Gold»    | Megan Walsh                        | 3:36     |  |
| 22.                                   | «Bean Pháidin»      | Carlin / McMahon / Walsh / McNeill | 3:16     |  |
| 23.                                   | «Over the Rainbow»  | Carlin / Walsh                     | 3:24     |  |
| 24.                                   | «Siúil a Rúin»      | Éabha McMahon                      | 3:14     |  |
| 25.                                   | «Amazing Grace»     | Carlin / McMahon / Walsh           | 5:32     |  |
| 26.                                   | «Danny Boy»         | Carlin / McMahon / Walsh / McNeill | 3:32     |  |
| 27.                                   | «The Parting Glass» | Carlin / McMahon / Walsh / McNeill | 4:31     |  |
| 99:07                                 |                     |                                    |          |  |

| Ancient Land (Concierto en DVD/Blu-ray) |                       |          |  |
| N.º                                     | Título                | Duración |  |
| 1.                                      | «Ancient Land»        |          |  |
| 2.                                      | «Homeland»            |          |  |
| 3.                                      | «Moorlough Shore»     |          |  |
| 4.                                      | «Ae Fond Kiss»        |          |  |
| 5.                                      | «Amazing Grace»       |          |  |
| 6.                                      | «Long Journey Home»   |          |  |
| 7.                                      | «Sive»                |          |  |
| 8.                                      | «Shenandoah»          |          |  |
| 9.                                      | «County Down»         |          |  |
| 10.                                     | «Love & Honour»       |          |  |
| 11.                                     | «Ballroom of Romance» |          |  |
| 12.                                     | «Follow Me»           |          |  |
| 13.                                     | «Mná na hÉireann»     |          |  |
| 14.                                     | «Over the Rainbow»    |          |  |
| 15.                                     | «Tara’s Tunes»        |          |  |
| 16.                                     | «Danny Boy»           |          |  |
| 17.                                     | «Garden of Eden»      |          |  |
| 18.                                     | «Faith’s Song»        |          |  |
| 19.                                     | «Siúil a Rúin»        |          |  |
| 20.                                     | «Be Still»            |          |  |
| 21.                                     | «Going Home»          |          |  |
| 22.                                     | «The Enchanted Way»   |          |  |
| 23.                                     | «The Parting Glass»   |          |  |
| 92 Min.                                 |                       |          |  |